# Биргале
Биргале (фр. Burgalays) насеље је и општина у јужној Француској у региону Миди Пирене, у департману Горња Гарона која припада префектури Сен Годан.
По подацима из 2011. године у општини је живело 131 становника, а густина насељености је износила 25,94 становника/km². Општина се простире на површини од 5,05 km². Налази се на средњој надморској висини од 630 метара (максималној 1.731 m, а минималној 519 m).

## Демографија
| 1962. | 1968. | 1975. | 1982. | 1990. | 1999. | 2011. |
| ----- | ----- | ----- | ----- | ----- | ----- | ----- |
| 108   | 121   | 112   | 97    | 113   | 115   | 131   |

График промене броја становника у току последњих година